# Jerzy Grunwald
Jerzy Grunwald, ps. George&G (ur. 7 kwietnia 1950 w Katowicach) – polski wokalista, kompozytor, producent muzyczny, związany niegdyś z nurtem folk rocka, a współcześnie z soft rockiem. Czerpał również z roots rocka.
Zaczynał w amatorskich zespołach bigbitowych. Profesjonalnie zadebiutował w zespole No To Co, który współtworzył nurt muzyki skifflowej, aby w latach 70. XX w. zostać liderem grupy En Face, wykonującej harmonijnego folk rocka spod znaku The Byrds, America, a przede wszystkim Crosby, Stills and Nash. W takiej właśnie stylistyce utrzymany został najważniejszy album Grunwalda, Sennym świtem (1975), proponując akustyczne brzmienie, wielogłosowe harmonie wokalne oraz melancholijne teksty oscylujące wokół tematyki wolności, samotności i poszukiwania sensu życia. Niektóre spośród nagrań dryfowały w stronę blues-rocka i progresywnego rocka, wykonywanego przez towarzyszącą piosenkarzowi grupę Apokalipsa. Nagrana w 1981 roku płyta Grunwalda i Janusza Hryniewicza (występującego pod pseudonimem John Hilton), Try, obok utworów utrzymanych w stylistyce The Eagles i nurtu Americana, zawierała piosenki pop rockowe.
Jerzy Grunwald pracuje głównie za granicą, wykonując własne kompozycje soft rockowe i smoothjazzowe. Jak sam mówi, obecne jego dokonania muzyczne prezentują kolejny etap artystycznego rozwoju, a przy tym zasadniczo odmienny stylistycznie od tego, który reprezentował w latach 70.

## Życiorys
Z wykształcenia jest technikiem mechanikiem oraz skrzypkiem.
W wieku 15 lat debiutował jako perkusista. Początkowo (lata 1964–1967) występował w zespołach Ametysty, Monsuny (kwiecień 1965 – wygrana na I Przeglądzie Młodzieżowych Zespołów Muzycznych w Katowicach), Ślęzanie oraz w grupie skifflowej w ramach zespołu Niebiesko-Czarni. Latem 1967 roku wszedł w skład grupy Piotra Janczerskiego No To Co. Z grupą występował do września 1970 r. W tym okresie muzyk nawiązał współpracę z Katarzyną Gärtner biorąc udział w śpiewogrze Janosik, czyli na szkle malowane, z Klubem Piosenki ZAKR, a od stycznia 1971 r. z zespołem Ryszarda Poznakowskiego. Z formacją wziął w imprezie Karnawałowy Poznań nocą oraz dokonał nagrań radiowych. We wrześniu 1971 r. na bazie zespołu R. Poznakowskiego, J. Grunwald utworzył własny zespół En Face, a w roku 1972 został uznany w plebiscytach Panoramy i Na przełaj piosenkarzem roku. W 1973 r. na zaproszenie Alana Freemana (legendarny prezenter Radia Luxembourg), Grunwald gościł w Londynie, gdzie nagrał z piosenkami To Much To Say / Just For You. Zespół En Face zakończył działalność pod koniec 1975 roku a piosenkarz w lutym 1976, zarejestrował singiel dla wytwórni CBS. Latem koncertował także w Belgii i Szwecji. Na stałe zatrzymał się w tym drugim kraju, gdzie nawiązał współpracę z Januszem Hryniewiczem (John Hilton), występując z nim w duetach Guitar Brothers oraz Grunwald & Hilton. Formacja zadebiutowała w 1977 roku singlem Everyday Loves Her / Maria och Consuela. Pozostałe płyty Jerzego Grunwalda z tego okresu to: Try (CBS, 1980) i One More Day (Warner Bros., 1982). Do kraju piosenkarz zawitał dopiero w 1981 biorąc udział w programie telewizyjnym pt. Dobry wieczór – tu Łódź (zaprezentował piosenki Wanted Dead Or Alive i Tennessee Mama) a później promował polską wersję albumu Try. Na MFP Sopot '85 wystąpił z zespołem Grunwald Ice Band, natomiast na IMF Sopot '92 pojawił się jako artysta solowy. Był także menedżerem grupy Bai Bang.
W 1993 roku przedsiębiorstwo Sonic wydało album na którym wokalista przedstawił premierowe, anglojęzyczne utwory w tym nowa wersja przeboju grupy No To Co – Gwiazdka z nieba.
W kolejnych latach Jerzy Grunwald otworzył własne studio nagraniowe. Wydał płytę So Much To Say nagrany w 2006 r. i wydany pod nazwą George & G; płyta była popularna w Malezji, Singapurze, Tajwanie, Hongkongu, a w lutym 2007 roku w Japonii; płyta sprzedała się łącznie w 200 tysiącach egzemplarzy. Polska edycja albumu So Much To Say ukazała się we wrześniu 2007 roku.
Artysta mieszkał przez sześć lat w San Diego, przez rok w Nowym Jorku i pięć miesięcy w Los Angeles. Kilkadziesiąt lat mieszkał w Szwecji, głównie w Helsingborgu. W 2020 powrócił do Polski, na znak protestu przeciwko przeprowadzonej tam na masową skalę akcji przyjmowania uchodźców. Za swoje przekonania i wypowiedzi, co do tej sprawy był bardzo mocno krytykowany, głównie przez środowiska liberalno-lewicowe w Polsce, ale także i w Europie.
Wszedł w skład komitetu wspierającego kandydaturę Karola Nawrockiego na prezydenta RP w wyborach w 2025.

## Dyskografia solowa

### Jerzy Grunwald & En Face[9]
- 1971: O zachodzie (EP)
- 1973: Jerzy Grunwald & En Face (LP)
- 1975: Sennym świtem (EP)
- 1975: Sennym świtem (LP)
- 2020: Sennym świtem (pierwsza reedycja kompaktowa longplaya)[10]

### George&G
- 1981: Try (Grunwald & Hilton)
- 1982: One More Day
- 1988: Take Her Away
- 2006: So Much To Say

### Jerzy Grunwald
- 1993: Gwiazdka z nieba
- 1995: Jerzy Grunwald
- 1998: Kolędy polskie
- 1999: Przybieżeli do Betlejem

### Single
- 1973: To Much To Say / Just For You
- 1976: Dogonić ciszę (w jęz. ang.)/Człowiek od lat (w jęz. ang.)
- 1977: Everyday Loves Her / Maria och Consuela
- 1980: Tennessee Mama / She Sold Kisses At The Country Fair (Grunwald & Hilton)
- 1984: Here In Your Life / Because I Want You To Stay (Grunwald Ice Band)

### Kompilacje
- 1970: Na szkle malowane: Góry, chmury i doliny (J. Grunwald) / Nie zmogła go kula (J. Grunwald razem z Andrzejem Rybińskim i Partitą)
- 1975: Zagrajcie nam wszystkie srebrne dzwony: Matulu, matuleńko / Borem, lasem, drogą (J. Grunwald – śpiew, gitara 12-strunowa i ork. PRiTV p/d S. Rachonia)
- 2016: Jerzy Grunwald & En Face – Na tych samych ulicach. Niepublikowane nagrania z lat 1971–1975 (nagrania radiowe)[11]
- 2020: Wędrujmy. Wakacyjny przewodnik po polskiej psychodelii i folk-rocku: Jerzy Grunwald & En Face – Przyjdziesz sennym świtem[12]

### Inne nagrania
- Muzyka do etiudy fabularnej w reż. Lecha Majewskiego pt. Bisowanie (1975)[13].